# Базельский талер
Базельский талер — денежная единица, выпускавшаяся с XVI века до 1798 года кантоном Базель и епископом Базеля.

## История
После окончания Швабской войны и заключения Базельского мирного договора Базель в 1501 году фактически вышел из состава Священной Римской империи и присоединился к Швейцарскому союзу. Право чеканки монет город получил в 1373 году. В 1403 году Базель присоединился к Раппенскому монетному союзу. В середине XVI века город начал чеканку талеров.
Резиденцией епископа Базель стал в 740 году. В 999 году епископы приобрели статус феодального правителя — вассала Бургундии. После 1032 года базельские епископы получили права князей-епископов Священной Римской империи. Чеканку монет епископы начали около 1000 года, а в 1596 году была начата чеканка талеров.
В 1425 году Базель получил от императора Сигизмунда привилегию на чеканку золотых монет. Организация чеканки, однако, затянулась, и началась только после нового указа Сигизмунда, изданного в сентябре 1429 года. Базельский монетный двор был одним из трёх имперских монетных дворов, наряду с Франкфуртом и Нёрдлингеном. Рейнские курфюрсты, чьи золотые монеты составляли значительную часть обращавшегося золота, опасаясь конкуренции со стороны базельских золотых монет, распускали слухи о плохом их качестве. Для пресечения этих слухов Сигизмунд дважды подтверждал качество золотых монет Базеля — в ноябре 1433 года и в декабре 1434 года.
В 1788 году была прекращена чеканка монет епископов, а в 1796 году — монет кантона. В 1792—1793 годах часть территории кантона входила в состав зависимой от Франции Рауракской республики, а в 1798 году кантон вошёл в состав Гельветической республики. В том же году была введена единая денежная единица — франк Гельветической республики.
Акт посредничества от 19 февраля 1803 года прекратил существование Гельветической республики. Кантоны получали существенную самостоятельность, в том числе вновь могли чеканить собственную монету. В том же году Базельское епископство было секуляризировано. Кантон возобновил собственную чеканку в 1805 году, однако новой денежной единицей кантона был уже не талер, а базельский франк. В 1825 году Базель присоединился к Монетному конкордату, унифицировавшему монеты семи кантонов. Базельский монетный двор, выпустив последние монеты в 1826 году, прекратил дальнейшую чеканку в июне 1835 года был официально закрыт.

## Монеты
Монетная система и набор номиналов монет кантона и епископства со временем менялись, периодически чеканка монет приостанавливалась. В XVII—XVIII веках талер = 2 гульдена = 5 диккенов = 30 батценов = 120 крейцеров = 240 раппенов.

### Монеты кантона
В XVII веке чеканились монеты:
- биллонные: 1 штеблер, 1, 2 асси;
- серебряные: 10, 12, 60 крейцеров, 1 диккен, 1⁄2, 1, 11⁄2, 2 талера;
- золотые: в качестве торговых монет чеканились монеты в 1⁄2, 1, 2 гольдгульдена, 1⁄2, 1, 2 дуката[3].

В XVIII веке чеканились монеты:
- биллонные: 1 раппен, 1 асси, 1⁄2, 1, 3 батцена;
- серебряные: 1⁄6, 1⁄4, 1⁄2, 1, 2 талера;
- золотые: дуплон, а также в качестве торговых монет чеканились монеты в 1, 2 голдгульдена, 1⁄4, 1⁄2, 1, 2 дуката[4].

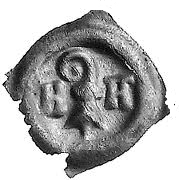
Штеблер, ок. 1373 г.
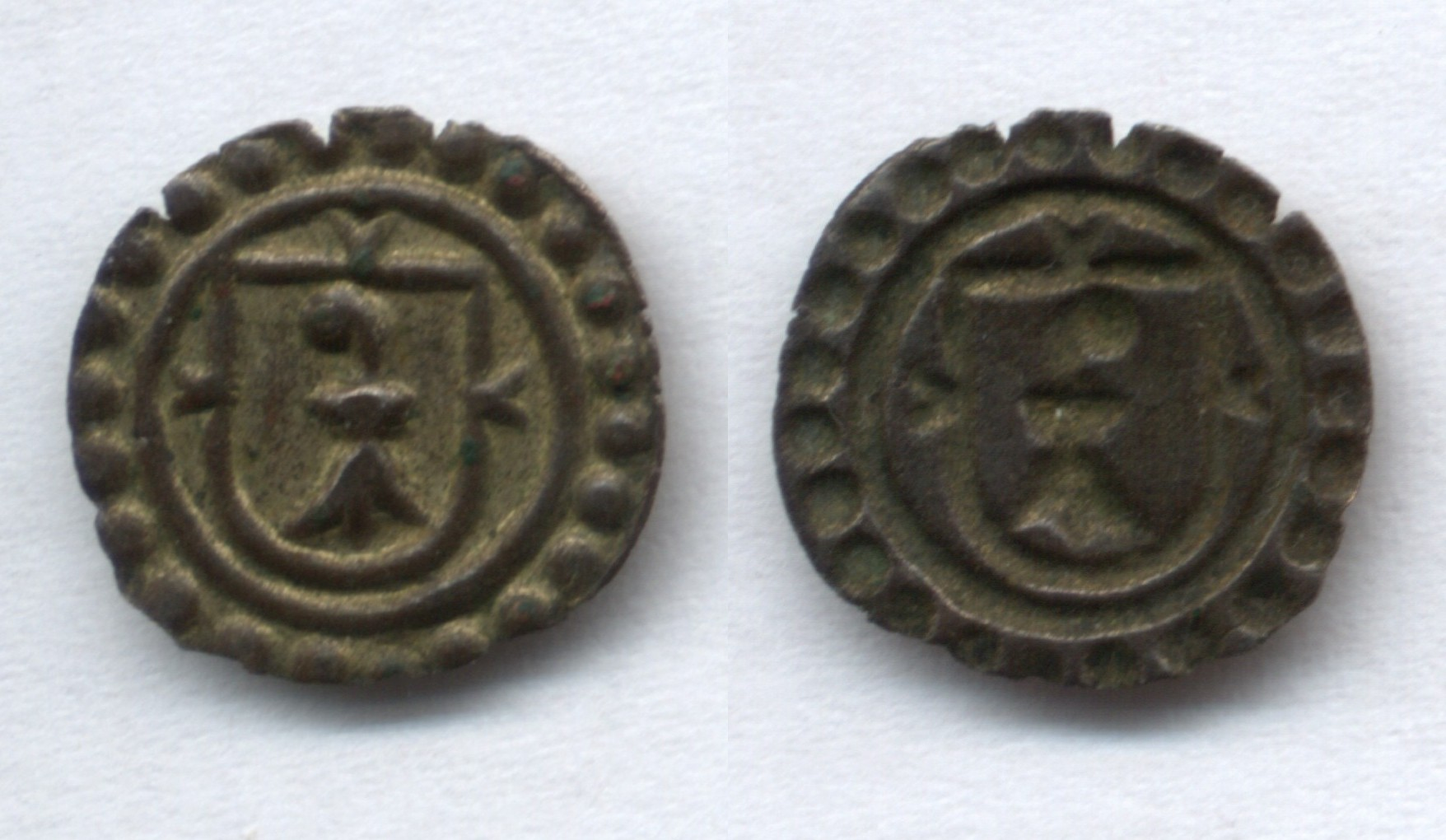
Раппен, XVII в.
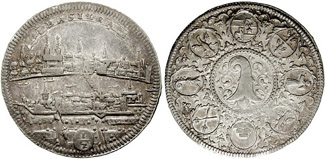
Полталера, ок. 1640 г.
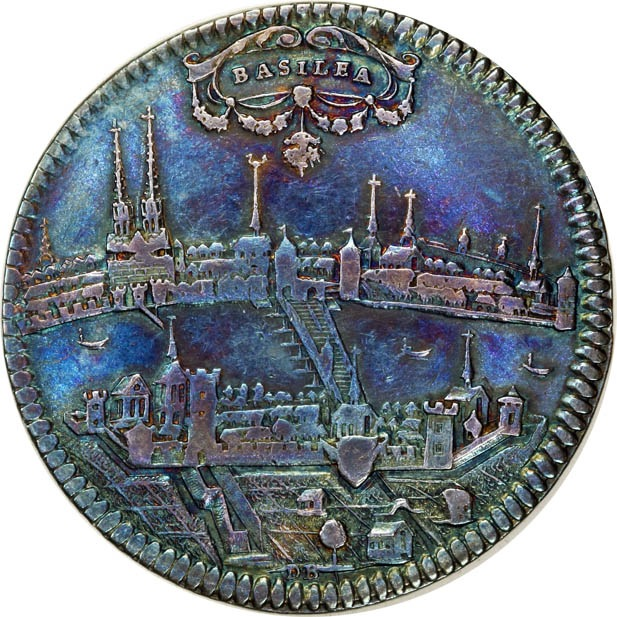
Талер, ок 1690 г., аверс
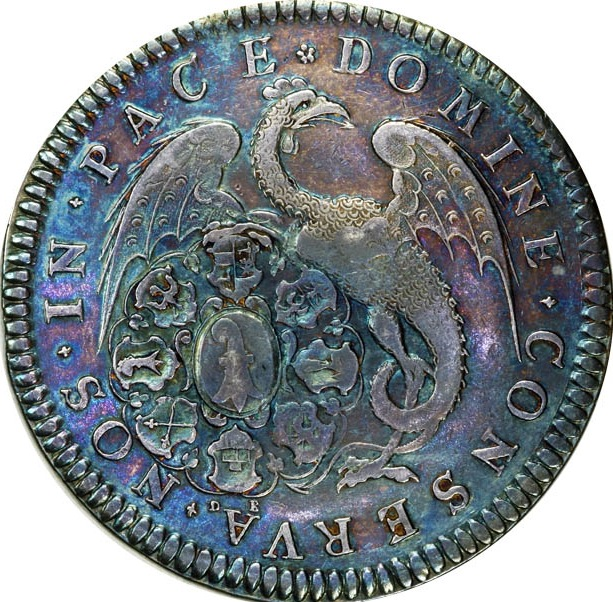
Талер, ок. 1690 г., реверс
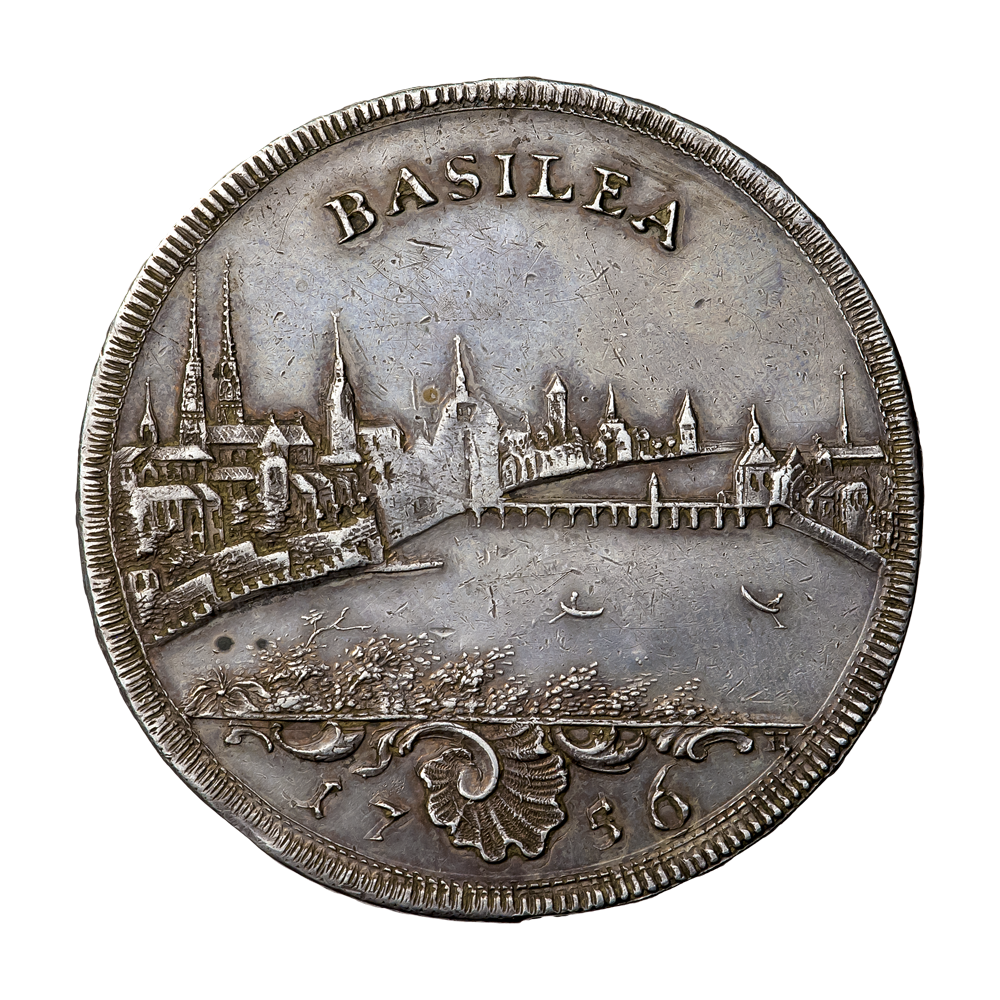
Талер, 1756 г., аверс
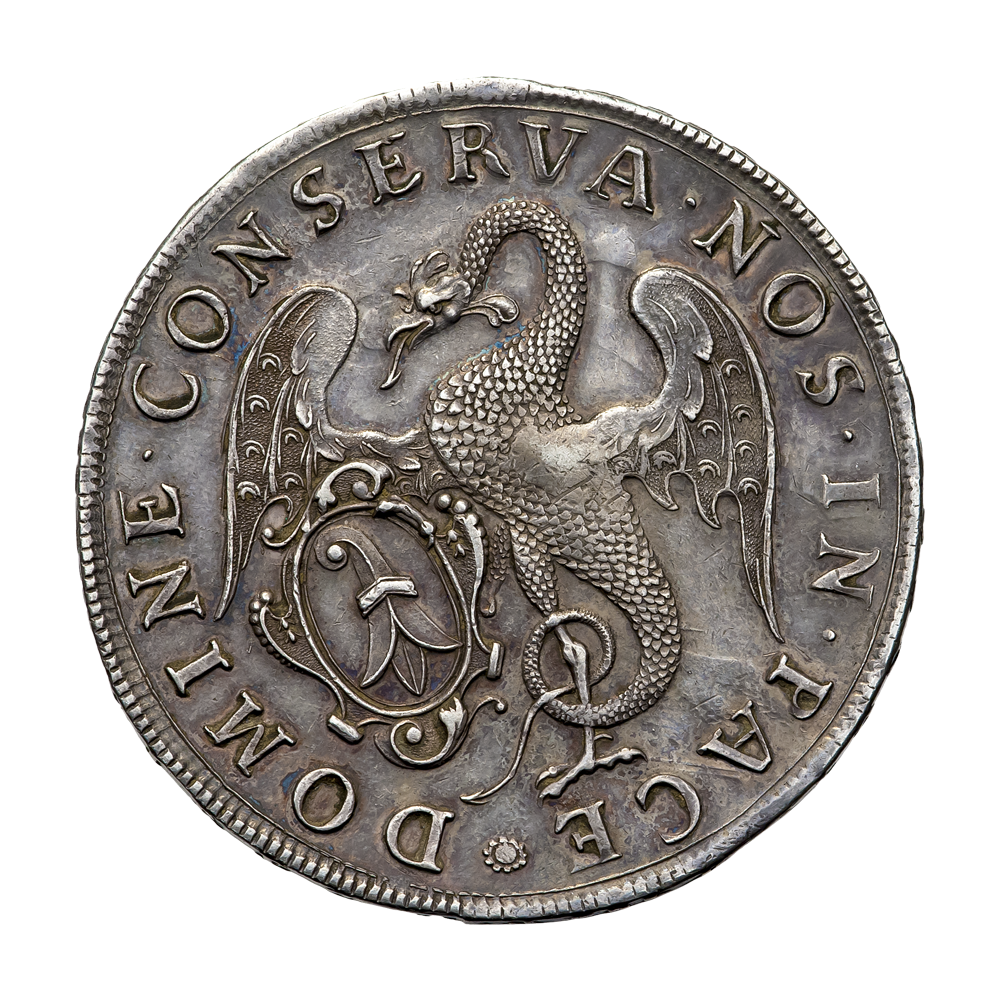
Талер, 1756 г., реверс

### Монеты епископства
В XVII веке чеканились монеты:
- биллонные: 1 раппен, 1, 2 батцена, 1⁄2, 1 шиллинг;
- серебряные: 1⁄4, 1⁄2, 1, 2 талера;
- золотые: в качестве торговых монет чеканились монеты в 1 и 3 дуката[6].

В XVIII веке чеканились монеты:
- биллонные: 1 раппен, 1, 2, 3, 4 крейцера, 1⁄2, 1 батцен, 1 шиллинг;
- серебряные: 6, 12, 20, 24 крейцеров, 1⁄4, 1 талер;
- золотые: в качестве торговых монет чеканились монеты в 1 и 2 дуката[7].